# Moline Pump Company
Moline Pump Company war ein US-amerikanischer Hersteller von Motoren und Automobilen.

## Unternehmensgeschichte
Das Unternehmen wurde 1872 in Moline in Illinois gegründet. Es stellte Pumpen und später Motoren her. Außerdem entstanden 1907 einige Automobile. Der Markenname lautete Illinois. In den 1910er Jahren verliert sich die Spur des Unternehmens. Eine Quelle meint, Motoren seien noch rund fünf Jahre nach der Aufgabe der Fahrzeugproduktion angeboten worden.

## Fahrzeuge
Im Angebot standen zwei Modelle. Beide hatten einen Ottomotor aus eigener Fertigung. Die Motorleistung war mit 12 PS bzw. 20 PS angegeben. Die Fahrzeuge waren als offene Runabout karosseriert. Der Neupreis betrug 650 US-Dollar für das schwächere Fahrzeug und 850 Dollar für das stärkere Fahrzeug. Insgesamt sollen weniger als zehn Fahrzeuge hergestellt worden sein.